# Izumi (Kagoshima)
Izumi (jap. 出水市 Izumi-shi) – miasto w Japonii, w prefekturze Kagoshima, na wyspie Kiusiu.

## Historia
1 kwietnia 1917 roku powstało miasteczko Izumi. 1 kwietnia 1954 roku, w wyniku połączenia z miasteczkiem Komenotsu (jap. 米之津町), powstało miasto Izumi. 9 października 1954 roku teren miasta powiększył się o wieś Ōkawauchi. 13 marca 2006 roku teren miasta powiększył się o miasteczka Noda oraz Takaono.

## Populacja
Zmiany w populacji Izumi w latach 1950–2015: